# 活动标架法
数学上，光滑流形上的标架可以理解为从一点到一点变化的标架。给定一个这样的流形M和一个其中的点P，在P点的一个标架表示一个M在P点的切空间的向量空间基底。也就是说，若M维数为n，我们给定n个切向量t1, ..., tn，属于M在P的切空间，而且线性獨立。在P的某个邻域U的一个活动标架要求我们给定
T1, ..., Tn
每个都是定义在U上的向量场，全都假设为作为Q的函数在U中光滑，并且在每一点Q线性无关（为简单起见假设M处处维数为n）。
用非常一般的术语来讲，这样一个活动标架是广义相对论中的一个观测者的要求，在那里每个从P到附近点的连续对ti的选择都是平等的。而狭义相对论中，M被取为一个四维的向量空间V。在那种情况下，ti可以简单的从P平移到其它点Q。
在相对论和黎曼几何中，最重要的活动标架是正交和单位正交标架，也就是在每一点（单位长度的）互相垂直的向量的有序集。在给定一点P可以通过正交化将任意标架变成正交；事实上，这可以以光滑的方式达到，因而一个活动标架的存在也就隐含了活动正交标架的存在。
活动标架在M上局部的存在性是很显然的，這可以由流形的切叢是一個向量叢，需要滿足局部平凡的條件得到；但是在M上的全局存在性要求拓扑条件的满足。例如，当M是一个圆圈，或者是一个环，这样的标架存在；但是当M是一个二维球时却不存在。存在一个全局活动标架的流形称为可平行化的，其等價於M的切叢TM是平凡的。注意，例如将纬度和经度的单位方向作为地球表面上的活动标架在北极和南极会有问题。
埃里·嘉当的活动标架法基于对于所研究的特定问题取一个相应的活动标架。例如，给定一个空间中的曲线，曲线的前三个导数通常可以给出其上一点一个标架(参看定量的形式参看挠率-它假设挠率非0）。更一般地，活动标架的抽象含义是将切丛作为一个向量丛时，其伴随丛主丛GLn的一个截面。一般的嘉当方法利用了这点，并在嘉当联络中讨论。
对于球面只有{\displaystyle S^{1}}、{\displaystyle S^{3}}和{\displaystyle S^{7}}是可平行化的，其中{\displaystyle S^{1}}和{\displaystyle S^{3}}的可平行化性質可以從他們拓撲等價於李群{\displaystyle U(1)}和{\displaystyle SU(2)}看出。光滑李群的切叢光滑同胚於李群本身與李代數的直積，因此必然是平凡的。